# Tandheelkundig dossier
Een tandheelkundig dossier is een patiëntendossier van de tandarts(praktijk) voor behandeling en onderzoek. Het dossier bevat verschillende gegevens over de patiënt en diens gebit.
In Nederland worden dit soort dossiers minimaal 15 jaar lang bewaard maar kunnen ook langer bewaard worden, met name het geval wanneer er langdurige en terugkerende behandelingen worden verwacht. De dossiers kunnen ook door andere zorginstellingen bekeken worden, tenzij de patiënt daar geen toestemming voor heeft gegeven. Het dossier kan verder ook gebruikt worden in forensische tandheelkunde, met name ter identificatie van slachtoffers zoals bij een ramp, vermissingszaak of een moordzaak.
Een algemeen dossier bevat;
- Identificatie van de patiënt (naam, geboortedatum, woonadres enzovoorts)
- Algemene gezondheidstoestand (ziektes, allergieën, geneesmiddelen, naam en telefoon van behandelende arts)
- Een gebitsstatus
- Genomen röntgenfoto’s
- Chronologisch overzicht van de uitgevoerde behandelingen
- Onderzoeksverslagen